# Alby kyrka, Uppland
Alby kyrka är en kulturminnesmärkt kyrkobyggnad i Lilla Alby i Sundbybergs kommun. Den togs ur bruk och såldes 2013.

## Historik
Lilla Alby var i slutet av 1800-talet en gård. Ägaren Carl Abraham Humble var aktiv i Evangeliska Fosterlandsstiftelsen. Eftersom det var långt till närmaste församlingskyrka lät Humble 1878 uppföra ett kapell på sin mark. Kapellet användes även av missionsförsamlingen, som gav det namnet Immanuelskapellet.
I slutet av 1880-talet började fler människor flytta till nybyggda villor i Lilla Alby. En ny kyrka, den nuvarande Alby kyrka, byggdes och invigdes den 3 juli 1892. Missionsförsamlingen flyttade sin verksamhet dit, men flyttade 1904 till en ny kyrka vid Esplanaden i Centrala Sundbyberg. För att rädda kapellet köptes det 1913 av ett antal privatpersoner som kallade sig Lilla Alby kapellstiftelse. Kapellstiftelsen upplät 1934 kapellet och prästgården till Solna församling och Svenska kyrkan. När Lilla Alby 1949 överfördes till Sundbybergs stad överfördes kyrkan till Sundbybergs församling.
Eftersom kyrkan knappt användes beslutade församlingen 2012 att ta den ur bruk. Beslutet fastställdes av stiftsstyrelsen i februari 2013 och Svenska kyrkan meddelande att fastigheten skulle bjudas ut till försäljning. I oktober samma år beslutade kyrkofullmäktige i Sundbyberg att anta MKFC Stockholms folkhögskolas bud på 7 miljoner svenska kronor. MKFC lät genomföra stora renoveringar, men då deras behov av lokalen inte var tillräckligt stort lade de i maj 2016 åter ut fastigheten till försäljning för 12 miljoner svenska kronor. Den köptes då av produktionsbolaget Pampas Produktion.

## Byggnad och tidigare kyrkoinventarier
Kyrkobyggnaden är orienterad i öst–västlig riktning med koret i öster och huvudingången i västfasaden. Ritningarna var utförda av arkitekten Frans Lindskog. 1984 revs prästgården.
Konstnären José Samson har tillverkat det guldskimrande glaskors som sedan 1960-talet prydde kyrkans altare, samt glasmålningen Det himmelska Jerusalem från 1957.
Efter att kyrkan tagits ur bruk och sålts till MKFC genomfördes stora renoveringar. Vissa av renoveringarna saknade dock tillstånd; bland annat flyttades dopfunten ut ur lokalen och altarringen sågades itu. På Stockholms länsstyrelses begäran utdömde Förvaltningsrätten ett vite om en halv miljon svenska kronor.

### Orgel
- Före 1959 användes ett harmonium i kyrkan.
- 1959 bygger Åkerman & Lund, Knivsta en mekanisk orgel.

| Huvudverk I   | Svällverk II      | Pedal      | Koppel |
| Rörflöjt 8´   | Gedackt 8'        | Subbas 16´ | I/P    |
| Principal 4'  | Kvintadena 4'     |            | II/P   |
| Mixtur 3 chor | Waldflöjt 2'      |            | II/I   |
|               | Larigot 1 1/3'    |            |        |
|               | Regal 8'          |            |        |
|               | Tremulant         |            |        |
|               | Crescendosvällare |            |        |

- Orgeln byggdes ursprungligen 1865 av den thüringske orgelbyggaren August Martin för ett kapell i Saulkrasti i Lettland, och har genomgått skiftande öden innan den 2004 renoverades och ställdes upp av den lettiska firman Ugāles ērģeļbūves darbnīca.[9]